# Listă de fonduri de investiții
Aceasta este o listă de fonduri de investiții:
- 3TS Capital Partners
- Advent International
- Broadhurst
- Continental Wind Partners
- DEGI
- GED Private Equity
- Gemisa Investments
- Good Energies
- Mid Europa Partners
- New Century Holdings
- New Europe Property Investments
- Oresa Ventures
- Reconstruction Capital
- Reconstruction Capital 2
- Romanian American Enterprise Fund
- Romanian Investment Fund
- SigmaBleyzer Southeast European Fund IV
- Southeast Europe Equity Fund II

- Accession Mezzanine Capital II - [nefuncțională]
- Black Sea Property Fund -  Arhivat în 29 august 2011, la Wayback Machine.  Arhivat în 18 septembrie 2010, la Wayback Machine.
- Centerra Capital Partners -
- European Convergence Development Company (ECDC) -
- Hyposwiss Danube Tiger -
- Immofinanz -
- Lion Capital LLP - [nefuncțională]
- Middle Europe Investment -
- Quintessential Wealth -
- QVT -
- Romania Invest -
- Tiger Global Management - [nefuncțională]
- Texas Pacific Group (TPG) -

- Fondul Român de Investiții -    Arhivat în 16 iunie 2010, la Wayback Machine. [nefuncțională]